# 방어적 민주주의
방어적 민주주의(防禦的 民主主義, 영어: defensive democracy)는 민주주의의 근간을 무너뜨리려는 세력으로부터 민주주의 스스로 방어를 위해 민주주의에 반하는 권리나 자유, 사상을 제한할 필요가 있다는 정치철학이다. 형식적인 가치 상대주의를 극복하고 민주주의의 본질적 요소를 수호함으로써, 실질적 법치를 보장하는 데 목적이 있다.

## 사례

### 이스라엘
이스라엘은 의회(크네세트) 기본법(7A절)에서 "유대인 국가로서의 이스라엘의 존재를 부정하거나 이스라엘의 민주적 특성을 부정하는 후보 명단은 선거에 출마할 수 없다."고 규정하여 방어적 민주주의를 채택했다.
많은 정치학자들은 이스라엘을 건국 초부터 있어왔던 사회적, 안보적 제약요소들로부터 스스로 방어하는 민주주의로 보고 있다. 건국 후 첫 30년 간, 이스라엘은 이스라엘을 정식 국가로서 인정하지 않으려는 국가들에게 완전히 둘러싸였다. 이후 이스라엘의 다수민족이었던 유대인들은, 스스로를 아랍세계의 일부라 여기는 소수민족인 아랍인들이 주변국과의 통합을 위해 이스라엘에 대한 투쟁을 벌일 것이란 우려에 휩싸였다. 이러한 상황은 자기방어적 민주주의의 의제와 관련한 사항들이 이스라엘에서 자주 논의되는 배경이 되었다.
1980년대에 들어서면서 방어적 민주주의에 관한 사안들은 완전히 다른 맥락에서 논의되게 되는데, 이스라엘 역사상 최초로 이스라엘의 민주성과 아랍인 소수의 권리를 부정하는 극우 유대인 정당인 카흐(Kach)가 1984년 총선에서 의석을 얻었기 때문이다. 이에 따라 이스라엘 대법원은 이 정당을 위법단체라 결정했으며, 이 정당이 인종주의를 옹호한다는 것을 근거로 하여 1988년 총선에 다시 나오는 것을 금지했다.

### 유럽
독일, 프랑스, 벨기에, 스위스, 오스트리아, 루마니아, 슬로바키아, 체코, 리투아니아, 폴란드 등 유럽의 십개국은 홀로코스트 부정을 위법으로 규정한다.
독일은 바이마르 공화국의 민주주의가 민주적 선거로 선출된 나치에
의하여 전복된 역사적 경험이 있기 때문에 방어적 민주주의 운영에 적극적이다. 독일은 위헌정당해산과 기본권 상실 제도를 규정하였고, 연방헌법수호청이라는 국내정보기관을 운영해 국가 민주질서의 파괴를 금지한 헌법규정을 위반할 가능성이 있는 정당(특히 극우 및 공산주의 정당)을 조사하고 있다.

### 대한민국
서독법을 모델로, 제2공화국 국회는 1960년 헌법에 방어적 민주주의를 도입했다. 이후로 현재 제6공화국에도 방어적 민주주의는 헌법(제8조 4항 위헌정당 해산) 및 기타 법 조항에 남아있다. 헌법재판소는 정당이 위헌인지 여부와 이에 따라 해산되어야 하는지 여부를 결정하는 역할을 맡고 있다.
헌법재판소 창설 이래 처음으로, 2013년 11월 정부는 이석기 사건 등 친북 활동을 근거로 헌법재판소에 통합진보당 해산을 제소했다. 2014년 12월 19일, 헌법재판소는 8대 1로 통합진보당 해산을 결정했다(2013헌다1).

### 타이완(중화민국)
중화민국 헌법 제5차 수정은 중화민국의 존재나 자유민주적 헌정질서를 위협하는 목적이나 행동이 있는 정당은 위헌이며, 중화민국 사법원이 해산할 수 있다고 명시하였다.

## 같이 보기
- 표현의 자유
- 국가 안보